# Jenaz
Jenaz est une commune suisse du canton des Grisons, située dans la région de Prättigau/Davos et la vallée du Prättigau.

Photo aérienne prise à 500 m par Walter Mittelholzer (1923).